# Kadachira
Kadachira es una ciudad censal situada en el distrito de Kannur en el estado de Kerala (India). Su población es de 18979 habitantes (2011). Se encuentra a 11 km de Kannur y a 82 km de Kozhikode.

## Demografía
Según el censo de 2011 la población de Kadachira era de 18979 habitantes, de los cuales 8698 eran hombres y 10281 eran mujeres. Kadachira tiene una tasa media de alfabetización del 97,71%, superior a la media estatal del 94%: la alfabetización masculina es del 98,82%, y la alfabetización femenina del 96,80%.